# ماك أرنولد
ماك أرنولد (بالإنجليزية: Mac Arnold)‏ هو موسيقي أمريكي، ولد في 30 يونيو 1942 في Ware Place, South Carolina ‏ في الولايات المتحدة.